# Dumitru Stângaciu
Dumitru Stângaciu est un footballeur roumain né le 9 août 1964 à Brașov. Il jouait comme gardien de but.

## Biographie

### En club
Dumitru Stângaciu joue un total de 17 matchs en Ligue des champions avec le club du Steaua Bucarest. 

### En équipe nationale
Dumitru Stângaciu reçoit 5 sélections en équipe de Roumanie entre 1992 et 1998.
Il joue son premier match en équipe nationale le 8 avril 1992 en amical contre la Lettonie, et reçoit sa dernière sélection le 6 juin 1998 en amical contre la Moldavie.
Il dispute un match face au Liechtenstein comptant pour les éliminatoires du mondial 1998. La Roumanie s'impose sur le très large score de 8-0. Retenu par le sélectionneur Anghel Iordănescu afin de disputer la Coupe du monde 1998 organisée en France, il restera sur le banc des remplaçants et ne jouera aucun match lors du mondial.

## Carrière
- 1982-1984 : FC Brașov  Roumanie
- 1984-1995 : Steaua Bucarest  Roumanie
- 1988-1989 : FC Olt Scornicești  Roumanie (prêt)
- 1995-1996 : Vanspor  Turquie
- 1996-2001 : Kocaelispor  Turquie

## Palmarès

### En sélection
- 5 sélections et 0 but avec l'équipe de Roumanie entre 1992 et 1998
- Participation à la Coupe du monde 1998

### En club
- Vainqueur de la Ligue des champions en 1986 avec le Steaua Bucarest (ne joue pas la finale)
- Vainqueur de la Supercoupe de l'UEFA en 1986 avec le Steaua Bucarest
- Finaliste de la Coupe intercontinentale en 1986 avec le Steaua Bucarest
- Champion de Roumanie en 1985, 1986, 1987, 1988, 1993, 1994 et 1995 avec le Steaua Bucarest
- Vainqueur de la Coupe de Roumanie en 1985, 1987 et 1992 avec le Steaua Bucarest
- Vainqueur de la Supercoupe de Roumanie en 1994 avec le Steaua Bucarest
- Vainqueur de la Coupe de Turquie en 1997 avec Kocaelispor